# Cheumatopsyche analis
Cheumatopsyche analis är en nattsländeart som först beskrevs av Banks 1903.  Cheumatopsyche analis ingår i släktet Cheumatopsyche och familjen ryssjenattsländor. Inga underarter finns listade i Catalogue of Life.